# 粗脉杜鹃
粗脉杜鹃（学名：Rhododendron coeloneurum）为杜鹃花科杜鹃花属下的一个种。

## 扩展阅读
- 維基物種上的相關：粗脉杜鹃